# Onesia parafacialis
Onesia parafacialis är en tvåvingeart som beskrevs av Hiromu Kurahashi och Tumrasvin 1979. Onesia parafacialis ingår i släktet Onesia och familjen spyflugor.
Artens utbredningsområde är Thailand. Inga underarter finns listade i Catalogue of Life.